# Белмедпрепараты
Республиканское унитарное предприятие (РУП) «Белмедпрепараты» — одно из крупнейших государственных фармацевтических предприятий Белоруссии, лидер белорусского фармацевтического рынка. 
Предприятие осуществляет промышленное производство и оптовую реализацию лекарственных средств собственного производства на основании лицензий, выданных Министерством здравоохранения Республики Беларусь. Находится в полной собственности Республики Беларусь и входит в состав холдинга «Белфармпром».
Производственные мощности предприятия составляют 14 производственных и 6 вспомогательных цехов на производственных площадках в Минске, Лиде и Скиделе, общая площадь которых составляет более 20 га.
На сегодняшний день РУП «Белмедпрепараты» осуществляет поставки лекарственных средств в более чем 27 стран мира, в том числе во все страны СНГ, а также в страны Европейского союза, Азии, Африки, Америки и Австралии.

## История
Предприятие было основано в 1929 году как первая в Беларуси фармацевтическая фабрика. Сначала предприятие выпускало простейшие медикаменты: валериановые и мятные капли, настойки йода, полыни, ландыша, расфасовывало сухую чернику, ромашку, нафталин, питьевую соду, вату.
1929 год — открытие Химфармзавода имени Первой пятилетки.
1947 год — строительство на базе Химфармзавода Минского государственного союзного пенициллинового завода, оборудование для которого было поставлено из Канады по линии ЮНРРА.
1951 год — налажен выпуск стрептомицина.
1959 год — освоен эффективный медицинский препарат — кровезаменитель «Полиглюкин». Налажен выпуск гепарина.
1972 год — налажено производство реополиглюкина.
1974 год — налажено производство рифампицина.
1990-е годы — техническое перевооружения предприятия.
1994 год — создание научно-фармацевтического центра (НФЦ).
1995 год — Белорусское производственное объединение медицинских препаратов «Белмедпрепараты» преобразовано в открытое акционерное общество «Белмедпрепараты».
1998 год — запуск производства противоопухолевых лекарственных средств.
2001 год — зарегистрирован первый оригинальный противоопухолевый препарат «Фотолон».
2004 год — ОАО «Белмедпрепараты» переименовано в РУП «Белмедпрепараты».
2005 год — начало выпуска лекарственных форм генно-инженерного рекомбинантного инсулина человека.
2008 год — модернизация таблеточного и капсульного производства. Введен в эксплуатацию новый цех, соответствующий требованиям GМР.
2010 год — РУП «Белмедпрепараты» преобразовано путем присоединения к нему новых предприятий – завода «Изотрон» (г. Лида) и Гродненского завода медицинских препаратов (г. Скидель).
2013—2014 годы — реализован уникальный для Республики Беларусь и стран СНГ инвестиционный проект и построен новый корпус по производству противоопухолевых препаратов в форме лиофильно высушенных порошков и растворов для инъекций.
2014—2015 годы — реализованы проекты по реконструкции и созданию новых производств, соответствующих международным стандартам GMP.
2016 год — РУП «Белмедпрепараты» стало лауреатом республиканского конкурса «Лучший экспортер 2016 года».
2018 год — РУП «Белмедпрепараты» стало лауреатом премии «Национальное величие» в номинации «Лидер бизнеса».

## Производство
Продуктовый портфель предприятия насчитывает более 350 наименований лекарственных средств, которые относятся более чем к 20-ти фармакотерапевтическим группам. Более 50% лекарственных средств составляют жизненно необходимые.
В номенклатуре предприятия насчитывается 33 оригинальных лекарственных средства и 24 фармацевтических субстанций собственного производства, зарегистрированных РУП «Белмедпрепараты». Ежегодно ассортимент пополняется 10—15 новыми лекарственными средствами.
Номенклатура выпускаемой продукции включает: 
- инфузионные растворы;
- растворы для инъекций;
- лиофильно высушенные препараты;
- стерильно расфасованные антибиотики;
- кровезаменители на основе декстрана;
- таблетки;
- твердые и мягкие желатиновые капсулы;
- мази и гели;
- капли глазные;
- настойки и спиртосодержащие препараты;
- субстанции;
- порошки в саше-пакетах;
- дезинфицирующие средства;
- растительные лекарственные средства.

За все время существования предприятия на имя РУП «Белмедпрепараты» было получено 102 патента на изобретения (национальные патенты Республики Беларусь, патенты Российской Федерации, Украины и евразийские региональные патенты).
РУП «Белмедпрепараты» обладает рядом уникальных производств и является единственным в Беларуси производителем инсулинов, ферментных и биогенных препаратов, наркотических лекарственных средств и препаратов для лечения туберкулеза.
Предприятие аккредитовано в качестве научной организации и имеет в своем составе Управление инновационного развития, которое занимается созданием современных импортозамещающих препаратов, востребованных здравоохранением, работает над созданием и выведением на рынок новых высокоэффективных лекарственных средств.
Активно ведутся совместные разработки лекарственных препаратов с компаниями Российской Федерации, Кубы, Индии.
В последние годы РУП «Белмедпрепараты» прошло полное переоснащение, установлено оборудование лучших мировых поставщиков из Италии и Германии. Соответствие производства подтверждено сертификатами GMP, в том числе европейского образца.
Фармацевтическая система качества предприятия обеспечивает реализацию принципов GMP на протяжении всего жизненного цикла продукции.
В лабораториях отдела контроля качества приборы соответствуют самым современным требованиям, что обеспечивает проведение входного, межоперационного и выпускающего контроля, гарантирующего безопасность, эффективность и качество, производимых лекарственных средств.

## Инновации и достижения
РУП «Белмедпрепараты» динамично развивающееся предприятие, которое ежегодно выводит на рынок порядка 10—15 наименований новых лекарственных средств из числа наиболее востребованных и входящих в утвержденные Министерством здравоохранения Республики Беларусь протоколы терапии.
Предприятие аккредитовано как научная организация, что подтверждает его возможности по разработке новых лекарственных средств.
Вопросы по расширению номенклатуры выпускаемой продукции и совершенствованию технологических процессов находятся в ведении управления инновационного развития (УИР), в составе которого работают специалисты в области химии, фармацевтической технологии, биологии, микробиологии и биотехнологии, в том числе 1 доктор и 6 кандидатов наук.
Наличие собственных научно-исследовательских подразделений позволяет:
- динамично обновлять номенклатуру выпускаемых лекарственных средств;
- внедрять современные прецизионные методы аналитического контроля качества фармацевтических субстанций и готовых лекарственных форм;
- осуществлять разработку высокоэффективных и безопасных лекарственных средств.

Подразделения УИР оснащены современным оборудованием для физико-химических, биологических, токсико-фармакологических исследований, в том числе, системами высокоэффективной жидкостной и газо-жидкостной хроматографии, спектрофотомерии и масс-спектрометрии, различными видами оборудования для микроскопии и др.
Разработка ряда инновационных лекарственных средств осуществляется в сотрудничестве с ведущими учреждениями Белорусского государственного университета, Национальной академии наук Беларуси, Министерства здравоохранения Республики Беларусь.
В 2012 году РУП «Белмедпрепараты» совместно с НИИ ФХП БГУ награждены за разработку противоопухолевых препаратов «Темобел» и «Темодекс» для перорального применения и локальной химиотерапии злокачественных опухолей головного мозга золотой медалью и дипломом I степени в номинации «Лучший инновационный проект в области технологий живых систем (биотехнология)» на Санкт-Петербургской технической ярмарке, а в 2015 году — дипломом I степени и золотой медалью в номинации «Успешное продвижение товаров на рынок» в рамках аналогичного мероприятия.
В 2016 году РУП «Белмедпрепараты» совместно с БГУ, НИИ ФХП БГУ награждено за разработку оригинальных противовирусных препаратов комплексного действия «Бутаминофен» и «Актовир» дипломом II степени и серебряной медалью в номинации «Лучшая инновация в импортозамещении, локализация и/или импортоопережение, успешное продвижение на рынок, лучшее производство, лучший склад, лучшая логистика» на конкурсе «Лучший инновационный проект и лучшая научно-техническая разработка года», г. Санкт-Петербург.
Наиболее значимые и перспективные разработки РУП «Белмедпрепараты» защищены патентами и товарными знаками. 
Предприятием получен сертификат Всемирной организации интеллектуальной собственности (WIPO) о регистрации товарного знака Photolon® (Фотолон® – средство для фотодинамической терапии злокачественных опухолей) в странах международной патентной кооперации: Болгарии, Чехии, Франции, Германии, Венгрии, Польше, Швейцарии, Украине.
В 2012 году предприятие, единственное в стране, удостоилось высшей награды — золотой медали WIPO за эффективное управление объектами интеллектуальной собственности.
Система управления качеством на предприятии сертифицирована на соответствие требованиям СТБ ИСО 9001-2001 (для жидких лекарственных средств в ампулах 10 мл), СТБ 1435—2004 «Производство лекарственных средств. Надлежащая производственная практика» (GMP)» (для продукция цехов № 2, № 5 и № 6), предприятие имеет экологический сертификат СТБ ИСО 14001-2005.